# Sainte-Feyre-la-Montagne
Sainte-Feyre-la-Montagne ist eine französische Gemeinde mit 120 Einwohnern (Stand 1. Januar 2022) im Département Creuse der Region Nouvelle-Aquitaine und liegt im Kanton Felletin des Arrondissements Aubusson. Sie grenzt an Néoux, Saint-Frion und Moutier-Rozeille.

## Bevölkerungsentwicklung
| Jahr      | 1962 | 1968 | 1975 | 1982 | 1990 | 1999 | 2008 | 2013 |
| --------- | ---- | ---- | ---- | ---- | ---- | ---- | ---- | ---- |
| Einwohner | 133  | 138  | 133  | 144  | 144  | 122  | 118  | 134  |

## Sehenswürdigkeiten
- Schloss Villefort, seit 1964 Monument historique.[1] Es ist in Privatbesitz.

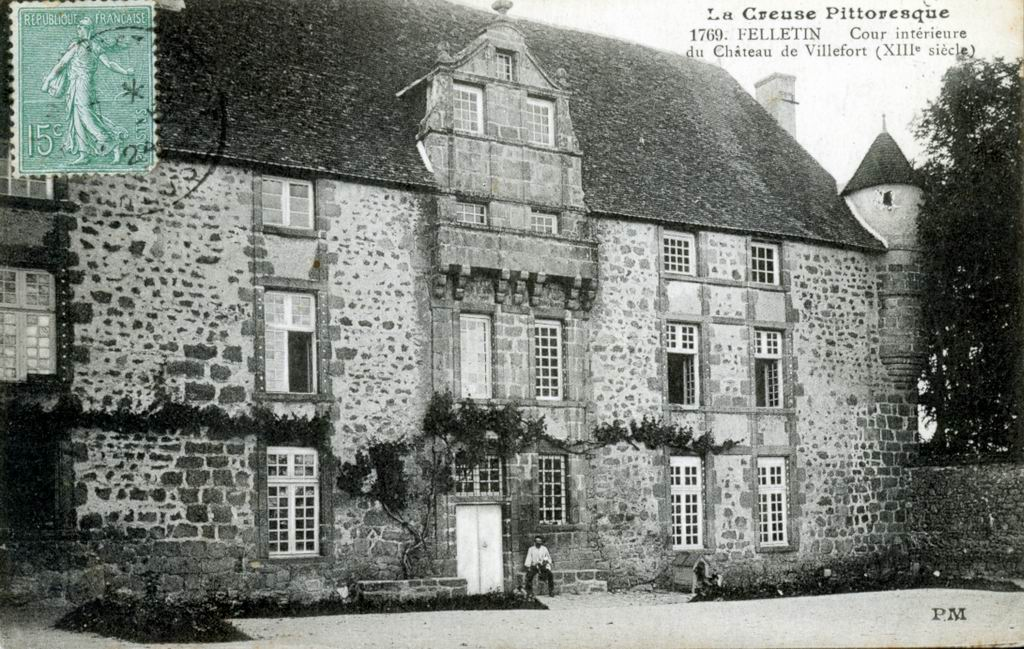
Schloss Villefort